# Saint-Sulpice, Lot
Saint-Sulpice là một xã thuộc tỉnh Lot tây nam Pháp. Xã có diện tích 13,19 km², dân số theo điều tra năm 1999 là 109 người. Khu vực này có độ cao trung bình 300 mét trên mực nước biển.